# Jean-Marie Collot d’Herbois
Jean-Marie Collot d’Herbois (ur. 19 czerwca 1749  w Paryżu, zm. 8 stycznia 1796) – polityk francuski czasów rewolucji francuskiej, jakobin.

## Wczesna działalność
Urodzony w Paryżu w rodzinie drobnomieszczańskiej (szlacheckie nazwisko sam sobie wymyślił), Collot już jako nastolatek opuścił dom, by dołączyć do wędrownej trupy aktorskiej. Wykazał się sporym talentem scenicznym i podróżował z trupą po całej Francji, a także Niemczech, Danii i Szwajcarii. W 1784 r. został dyrektorem teatru w Genewie, a trzy lata później w Lyonie. Próbował też swoich sił jako dramatopisarz. Jednak wybuch rewolucji skłonił go do porzucenia dotychczasowego życia i przeniesienia się do stolicy, gdzie od razu włączył się w wir rewolucyjnych wydarzeń, uczestnicząc w życiu radykalnych klubów i pisząc do gazet lewicowych.

## Deputowany
W 1791 r. Collot wygrał organizowany przez klub jakobinów konkurs na popularną książkę o zaletach monarchii konstytucyjnej, pisząc Almanach ojca Gerarda. Książka, utrzymana w formie dialogu między postępowym proboszczem Gerardem a parafianami, została rozpropagowana po całym kraju, a Collot d’Herbois błyskawicznie stał się jednym z najbardziej znanych jakobinów. Zasłynął jako świetny mówca, wykorzystując swój talent aktorski. Uczestniczył w pracach Legislatywy, był też członkiem Komuny Paryża, a następnie członkiem Konwentu Narodowego. Zasłynął jako jeden – obok Billaud-Varenne’a – z najradykalniejszych posłów. Już 21 września domagał się całkowitego zniesienia monarchii, porzucił bowiem w międzyczasie swoje dawne konstytucyjne poglądy. W procesie Ludwika XVI głosował za karą śmierci.

## W Komitecie Ocalenia Publicznego
Collot d’Herbois miał walny udział w pokonaniu żyrondystów, a po ich pokonaniu stał się głównym wrogiem spekulantów i współautorem (ponownie razem z Billaudem) nowego programu dla klubu jakobinów, zawierającego niekiedy treści bliskie komunizmowi. Popularny wśród sankiulotów, pod ich naciskiem został we wrześniu 1793 wybrany do Komitetu Ocalenia Publicznego, gdzie należał do najaktywniejszych członków. Początkowo popierał Robespierre’a w dyskusjach z umiarkowanymi członkami rządu, dzięki jego poparciu (można nawet powiedzieć, że się przyjaźnili) uzyskiwał niejednokrotnie prestiżowe stanowisko komisarza Konwentu, wyjeżdżał na misje do Nicei, Nevers, Compiègne, by wreszcie trafić do Lyonu, gdzie miał zastąpić zbyt mało zdecydowanego w represjach Counthona. Tam zasłynął z okrucieństwa, organizując masowe rozstrzeliwania przypadkowej ludności i burzenie całych dzielnic miasta. Został odwołany z misji, utracił również pozytywne stosunki z Robespierre’em. Ich wzajemnej wrogości nie zmniejszył entuzjazm, z jakim Collot współorganizował rozprawę z hebertystami i Dantonem. W maju 1794 został na niego przeprowadzony nieudany zamach, który stał się jedną z przyczyn wprowadzenia „wielkiego terroru” (Prawo prairiala).

## Thermidor
Czując się zagrożonym ze strony Robespierre’a, Collot razem z Billaudem-Varenne wziął w lipcu 1794 w czasie przewrotu 9 thermidora stronę termidorianów. Jego udział w przewrocie był kluczowy, gdyż to on był w tym dniu przewodniczącym obrad Konwentu i to on uniemożliwił Robespierre’owi obronę wobec stawianych mu zarzutów o działalność antypaństwową. Collot był również pomysłodawcą dekretu wyjmującego aresztowanych spod prawa i pozwalającego na ich zgilotynowanie bez sądu.
Obecność takiego ultraradykała w szeregach nie była jednak na rękę termidorianom, którzy już w tym samym roku oskarżyli Collota o to samo co Robespierre’a i po sfingowanym procesie zesłali go do Gujany Francuskiej. Już po dwóch latach były rewolucjonista zapadł na żółtą febrę i zmarł, przed śmiercią podobno żałując swojej roli w obaleniu jakobinów.